# Psychotria diegoae
Psychotria diegoae är en måreväxtart som beskrevs av Attila L. Borhidi. Psychotria diegoae ingår i släktet Psychotria och familjen måreväxter. Inga underarter finns listade i Catalogue of Life.